# Collège de Cusset
Cet article concerne le collège de Cusset (1236-1973). Pour les autres établissements scolaires de la ville de Cusset, voir Enseignement à Cusset et Enseignement dans l'agglomération de Vichy.
Le collège de Cusset était un collège situé à Cusset, fonctionnel de 1236 à 1973.

## Histoire

### Prémices
L'histoire du collège commençait en 1236 avec l'édification de la chapelle Notre-Dame ; les Bénédictines fondaient une école du chapitre, laquelle formait les clercs. Les cours eurent lieu dans la maison des Chapelains puis au XVe siècle dans un bâtiment situé rue de l'Ancien-Collège. Il devient indépendant des chanoines en 1495.

### Le collège (1630-1815)
Le collège est créé en 1630.
En 1705, M. Guérin de Champagnat « fait un testament en faveur de l'Hôpital » ; l'interprétation d'un testament l'année suivante permettra « l'affectation de 600 livres au collège […] et le droit de nommer les maîtres ». Aussi le collège fut-il agrandi et de nouveaux maîtres furent embauchés, mais en 1720, il faillit disparaître à la suite de la faillite d'un banquier.
Les rentes sont suspendues pendant la Révolution, en 1793. Le principal fut expulsé le 14 mars 1793 mais le collège fut sauvé par Jean-Baptiste Durand, expert écrivain, proposant la direction « à la municipalité le 19 mai 1793 à ses risques et périls ».
Le collège devient école secondaire en 1802 et est transféré par Laetitia Bonaparte (qui a également visité le collège en 1799) dans le local des Capucins (situé au carrefour entre le boulevard Jean-Lafaure et la rue Notre-Dame-des-Prés). L'année suivante, la municipalité souhaite racheter l'ancienne abbaye pour en faire une mairie. L'ancien couvent des Capucins hébergera un collège privé, propriété de Jean-Baptiste Durand. Jugé « trop bonapartiste » à la suite de la réception de Letizia en 1802, le collège de Cusset ferme en 1815.

### La renaissance
Annet Arloing, maire de Cusset en 1831, demande le rétablissement du collège, ce qui est confirmé par le Conseil royal de l'instruction publique en 1835 (la date de 1835 est inscrite sur le fronton du bâtiment).
Amable-François Bardiot est le premier principal. Insuffisamment diplômé, il est écarté dès la fin de l'année scolaire 1842-1843.
Sa construction débute seulement en mars 1838, à l'emplacement de la tour Saint-Jean (actuellement rue Wilson), sur les plans de l'architecte Hugues Rose-Beauvais puis à M. Esmonnot. Les cours commencent le 2 octobre 1842 mais le collège, ouvert « dans les bâtiments reconstruits de l'ancienne abbaye » n'est inauguré que le 1er juillet 1843. Il est établi sur ordonnance royale de Louis-Philippe.
Mais en 1848, l'institution devient privée en raison de dettes importantes du collège, lesquelles sont liquidées en 1852. À cette date, celle-ci redevient publique.
En 1854, le collège, public, concurrençait le pensionnat Saint-Joseph.
En 1926, le collège de Cusset devient mixte et accueille désormais les jeunes filles.
Il est fermé en 1942 par le gouvernement de Pétain ; une partie des locaux est occupée par les Allemands en 1943 et 1944.

### La dispersion du collège à la fin duXXesiècle
Le collège comptait 1 500 élèves en 1963 (560 en primaire, 441 de la 6e à la 3e et 505 en lycée). Avec l'ouverture du lycée de Presles en 1964, il devient un « vrai collège » ne reçoit plus que les élèves de la 6e à la 3e. Ces classes sont transférées en 1973 au nouveau collège situé rue de Bodesson, appelé collège Maurice-Constantin-Weyer.
Le bâtiment du collège devient un lycée professionnel, avec section hôtellerie ; il prend en 1982 le nom d'Abel Boisselier, principal du collège de 1925 à 1948. Il ferme définitivement en 1999 au profit d'un lycée construit dans le quartier de Puy-Besseau, le lycée Valery-Larbaud.

## Association des anciens élèves du collège de Cusset
L'association des anciens élèves du collège de Cusset (AAECC) a été fondée le 14 novembre 1897 par une quarantaine d'anciens, réunis à l'initiative d'Étienne Boizat, premier président. Elle compte 250 membres.
Ses présidents sont :
| Période | Période | Identité                    | Qualité                           |
| ------- | ------- | --------------------------- | --------------------------------- |
| 1897    | 1902    | Étienne Boizat              |                                   |
| 1902    | 1907    | Antonin Mallat              | Ancien maire de Vesse (1888-1892) |
| 1936    | 1939    | Albert Martin               |                                   |
| 1939    | 1974    | Jacques Frémont (1903-1999) |                                   |
| 1974    | 1981    | Jean Lère (1920-1981)       |                                   |
| 1981    | 1992    | Jean Chataigner             |                                   |
| 1992    | 2006    | Albert Auscule (?-2007)     |                                   |
|         |         | Paul Péronnet               |                                   |

## Personnalités ayant fréquenté le collège
Un grand nombre de personnalités, parfois connues en France, ont fréquenté le collège de Cusset.
Ci-dessous, une liste de personnalités l'ayant fréquenté (suivi de sa date d'entrée et de sa qualité) :
- Alain Amelot (1946), pharmacien ;
- Saturnin Arloing (1858), directeur de l'École vétérinaire de Lyon ;
- Albert Auscule (1932), président de l'association a été l'invité de l'émission Les chemins d'une vie sur FR3 Auvergne Radio en 1980, émission présentée par Christian Lassalas ;
- René Barjavel (1925), romancier ;
- Alain Claessens (1963), comédien ;
- Jean Cluzel (1940), ancien sénateur de l'Allier ;
- Victor André Cornil (1847), professeur de médecine, député et sénateur de l'Allier ;
- Pierre Corniou (1937), ancien maire de Bellerive-sur-Allier (décédé en 2008) ;
- Bernard Coulon, maire de Saint-Pourçain-sur-Sioule ;
- Georges Frélastre (1930), conseiller général de Vichy de 1967 à 2004 ;
- Jean Giraudoux (1915), médecin à Cusset, neveu de l'écrivain ;
- Émile Legou (1929), curé de l'église Saint-Louis de Vichy ;
- Alain Malhuret (1956), médecin (frère de Claude Malhuret) ;
- Claude Malhuret (1959), médecin et maire de Vichy de 1989 à 2017 ;
- Robert Malhuret (1937), dermatologue (père de Claude Malhuret) ;
- Antonin Mallat, pharmacien, sourcier et historien de Vichy ;
- Jean Mallot, député de l'Allier de 2007 à 2012 ;
- Jean Mathias (1915), maire de Cusset de 1965 à 1966 ;
- Claude Nougaro (1946-1948), chanteur ;
- Gabriel Péronnet (1924), vétérinaire et député ;
- André Pruneyre (1933), médecin et maire de Cusset ;
- Jean Rochefort (1942), acteur ;
- Denis Tillinac (1963), écrivain ;
- Max Vauthey (1918), président de la SHAVE (Société d'histoire et d'archéologie de Vichy et ses environs) de 1973 à 1990.

### Sources
: document utilisé comme source pour la rédaction de cet article.
- Alain Carteret, « Histoire de Vichy / Collège de Cusset »
- Jean-Louis Maldant, « Association des Anciens Élèves du Collège de Cusset »